# Ainoa geochroa
Ainoa geochroa är en lavart som först beskrevs av Körb., och fick sitt nu gällande namn av Lumbsch & I. Schmitt 2001. Ainoa geochroa ingår i släktet Ainoa, ordningen Baeomycetales, klassen Lecanoromycetes, divisionen sporsäcksvampar och riket svampar.   Inga underarter finns listade i Catalogue of Life.